# 大塞格貝格湖

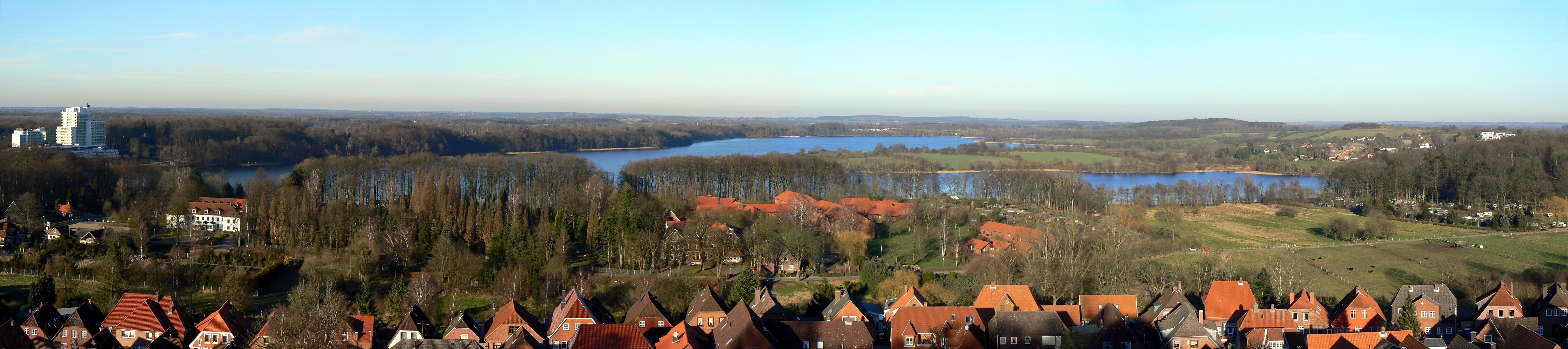

53°56′54″N 10°19′23″E / 53.94833°N 10.32306°E
大塞格貝格湖（德語：Großer Segeberger See），是德國的湖泊，位於該國北部石勒蘇益格-荷爾斯泰因州，由塞格貝格縣負責管轄，長2.6公里、寬1.3公里，面積1.7平方公里，海拔高度29米，平均水深6.3米，最大水深12米，水體容量1,080萬立方米，湖岸線長度8.3公里。